# Basilea I
Con el nombre de Basilea I se conoce al acuerdo publicado en 1988, en Basilea, Suiza, por el Comité de Basilea, compuesto por los gobernadores de los bancos centrales de Alemania, Bélgica, Canadá, España, EE. UU., Francia, Italia, Japón, Luxemburgo, Holanda, el Reino Unido, Suecia y Suiza. Se trataba de un conjunto de recomendaciones para establecer un capital mínimo que debía tener una entidad bancaria en función de los riesgos que afrontaba.
El acuerdo establecía una definición de «capital regulatorio» compuesto por elementos que se agrupan en 2 categorías (o «tiers») si cumplen ciertos requisitos de permanencia, de capacidad de absorción de pérdidas y de protección ante quiebra. Este capital debe ser suficiente para hacer frente a los riesgos de crédito, mercado y tipo de cambio.
Cada uno de estos riesgos se medía con unos criterios aproximados y sencillos. El principal riesgo era el riesgo de crédito, y se calculaba agrupando las exposiciones de riesgo en 5 categorías según la contraparte y asignándole una «ponderación» diferente a cada categoría (0%, 10%, 20%, 50%, 100%), la suma de los riesgos ponderados formaba los activos de riesgo.
El acuerdo establecía que el capital mínimo de la entidad bancaria debía ser el 8% del total de los activos de riesgo (crédito, mercado y tipo de cambio sumados).
Este acuerdo era una recomendación: cada uno de los países signatarios, así como cualquier otro país, quedaba libre de incorporarlo en su ordenamiento regulatorio con las modificaciones que considerase oportunas.
El primer acuerdo de capital de Basilea ha jugado un papel muy importante en el fortalecimiento de los sistemas bancarios. La repercusión de ese acuerdo, en cuanto al grado de homogeneización alcanzado en la regulación de los requerimientos de solvencia ha sido extraordinaria. Entró en vigor en más de 130 países.
Dado que el acuerdo contenía ciertas limitaciones en su definición, en junio de 2004 fue sustituido por el llamado acuerdo Basilea II.